# Anisomysis mixta
Anisomysis mixta är en kräftdjursart som beskrevs av Nakazawa 1910. Anisomysis mixta ingår i släktet Anisomysis och familjen Mysidae. Inga underarter finns listade i Catalogue of Life.